# Everett Maxwell
Everett B. "Doc" Maxwell (Ennis, 1 januari 1912 – 29 mei 1997) was een Amerikaans componist, muziekpedagoog, arrangeur en dirigent.

## Levensloop
Maxwell speelde in het harmonieorkest van de High School mee tot 1929. Vervolgens studeerde hij naast muziek ook scheikunde aan het Abilene Christian College in Abilene en behaalde zijn Bachelor of Arts in 1933. Hij werkte vanaf 1934 een bepaalde tijd als leraar en dirigent aan openbare scholen in Texas. In 1936 vertrok hij naar Anthony en werkte aldaar eveneens als leraar en dirigent. In 1938 verhuisde hij opnieuw naar Lovington en werkte daar als muziekdocent en dirigent van het schoolharmonieorkest. Vervolgens studeerde hij aan de Texas Tech University in Lubbock waar hij in 1942 zijn Master of Music behaalde. Aan deze universiteit voltooide hij zijn studies en promoveerde in 1970 tot Ph.D. (Philosophiæ Doctor).
In 1940 startte hij een programma met harmonieorkesten in Denver City. Tijdens de Tweede Wereldoorlog werkte hij voor General Dynamics in Fort Worth. Na de oorlog, in 1946, vertrok hij naar Cordell in Washita County en werd opnieuw docent en dirigent van het schoolharmonieorkest. In 1947 verhuisde hij naar Andrews en bleef daar 12 jaar als docent en dirigent. In 1959 vertrok hij opnieuw naar Lubbock en doceerde voor een jaar aan het Lubbock Christian College. Daarnaar werkte hij voor 9 jaar in Abernathy. In 1969 leerde hij weer aan het Lubbock Christian College en bleef daar tot hij in 1985 eindelijk gepensioneerd werd. 
Hij schreef talrijke arrangementen voor zijn harmonieorkesten en componeerde vele marsen. 

## Trivia
Hij was sinds 27 mei 1936 gehuwd met Murrell Virginia Adams Maxwell (1914-2006).

## Composities (selectie)

### Werken voor harmonieorkest
- 1966 Ojo de Aguila, mars
- Big Purple
- March Differente[3]
- March of the Bell-Tones (Block Four)
- Marcho Vivo
- Proudly we Play
- Satellite March
- Sounding Brass
- The Roadrunner
- Wall of Brass